# 李家仁
李家仁，BBS，MH，JP（1952年12月12日—），籍貫廣東東莞，香港兒科醫生，曾任香港醫學會會董。

## 背景

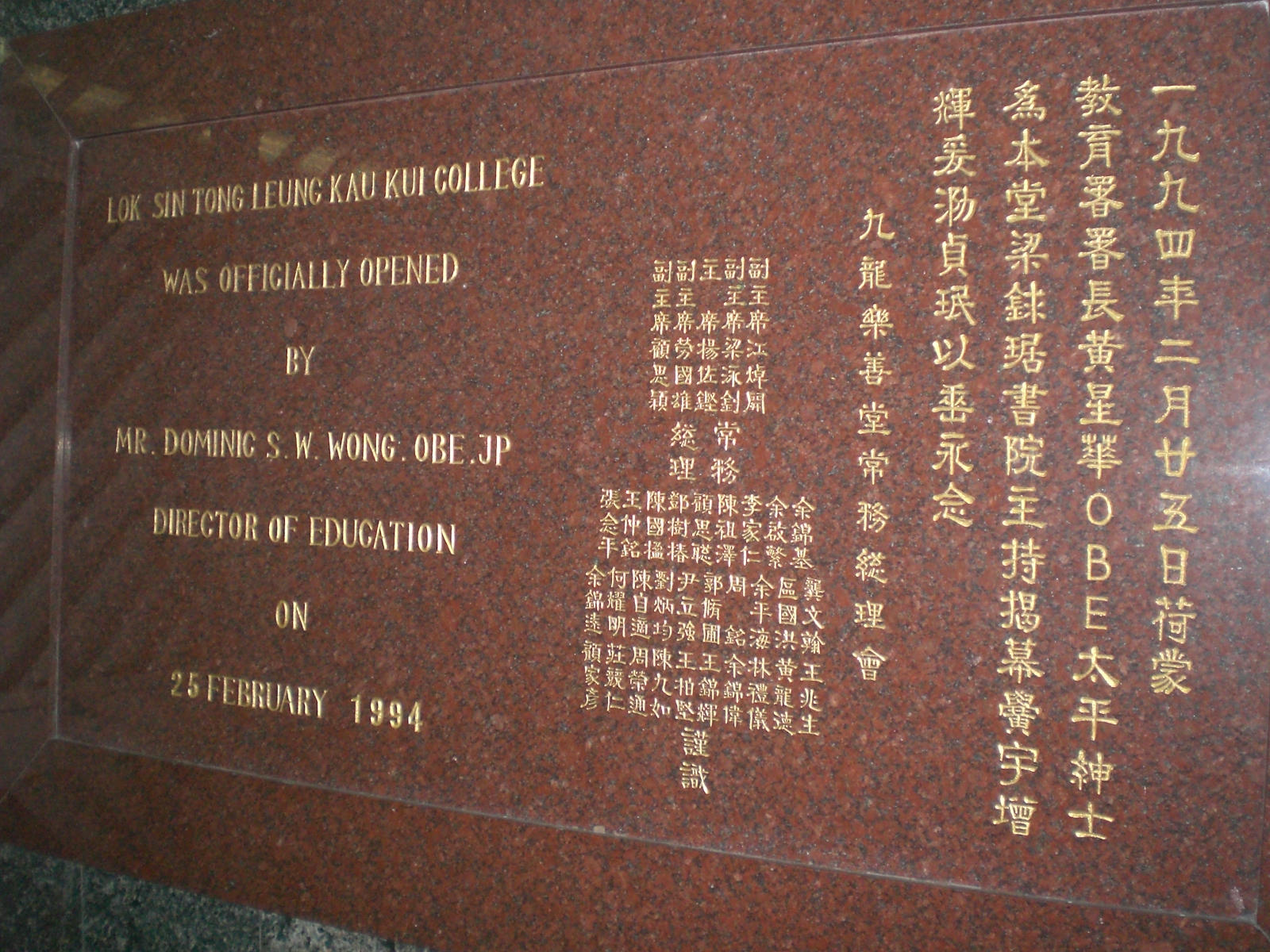
1994年2月，李家仁為九龍樂善堂之常務總理(為2001年度主席)

李家仁的母親是灣仔東方書店的前東主，1970年代退休後把生意頂讓給伙計。而李我則是其父親的朋友。李家仁在中國兒童書院就讀小三至小五年級，1961年於該校讀了一星期小五便轉讀聖保羅男女中學附屬小學（1963年小六），1968年畢業於聖保羅男女中學中五年級（在校時獲得政府獎學金，1968年就讀中五時於第20屆校際音樂節中獲得粵語散文朗誦男子高級組季軍；1969年就讀中六時於香港學校朗誦節中取得男子組季軍，同年獲華僑日報杯男子高級組散文朗誦季軍），與香港樹仁大學教授及副校長（學術）孫天倫為同屆畢業生。1976年畢業於香港大學，取得內外全科醫學士。他在1996年至2002年期間曾擔任九龍樂善堂主席及副主席，2001年至2002年擔任樂善堂余近卿中學校監。同時身兼該堂轄下其他各中小學的校監，現為該堂的永遠顧問，亦為兼職兒歌歌手。於2005年7月1日獲香港特別行政區政府頒授太平紳士。

## 工餘
李家仁在工餘時間自資推出兒歌唱片，並親自作曲、填詞及主唱兒歌，一些作品曾在TVB兒童節目《閃電傳真機》、《至Net小人類》及《放學ICU》播出，同時也曾在大學音樂會、九龍樂善堂轄屬中學的歌唱比賽及聯歡會中演唱兒歌，近年他與作曲及填詞人韋然合作，推出多首以「小明」為主角的歌曲，他的名曲《小明坐火車》（正名為《小明小明小小明》）片段在YouTube網站更有接近四十萬的點擊率。2010年推出《小明上廣州》一曲，當片段被上傳至YouTube，三日內便有三十萬點擊率，更在叱咤903派台，他表示將有更多「小明系列」歌曲面世。
2011年，李家仁再接再厲，推出新歌《小明去拜年》、《小明去東莞》、《小明生日歌》、《Siu Ming Visit Guangzhou》（英文版《小明上廣州》）、《小明上方舟》、《小明遊深圳》、《小明去倫敦》(Siu Ming Visits London)等歌曲，收錄在專輯《小明歌集》中。他亦不時在電視資訊節目講解醫學常識。而他在2011年分別拍了兩支廣告，第一支為香港特別行政區政府勞工及福利局宣揚社區基金的《小明落社區》（改編自小明上廣州）及以《小明遊深圳》作主題曲的港鐵深圳地铁4号线廣告。另外，李家仁也曾在香港電台歷史廣播劇《中華五千年》中飾演明孝宗。

## 宗教信仰
李家仁早期為基督教徒，2002年覺得佛家思想適合他，選擇皈依佛教。他還有一個法號「衍仁」。

## 專業資格
- 1976年 香港大學內外全科醫學士
- 1982年 英國倫敦大學兒科文憑
- 1983年 英國皇家內科醫學院院士
- 1991年 英國愛丁堡皇家內科醫學院榮授院士
- 1992年 英國格拉斯哥皇家學院內科榮授院士
- 1993年 香港醫學專科學院院士(兒科)
- 1995年 香港兒科醫學院院士
- 1997年 英國皇家兒科醫學院榮授院士

## 音樂作品

### 專輯
- 2000年：《陽光中的孩子》
- 2007年：《兒歌寶盒》（7月23日）
- 2011年：《小明歌集》（8月3日）
- 2013年：《小明的歌》（7月21日）

### 單曲
- 2014年：
  - 8月21日：《小明探阿爺》
  - 9月25日：《小明上武當》
- 2015年：
  - 5月4日：《小明愛洗手》（中英文版）
  - 5月23日：《小明大笑操》
  - 6月28日：《打氣》
  - 9月1日：《小明上公大》
  - 11月18日：《小明唸觀音》
- 2016年：
  - 6月1日：《小明讀弟子規》
  - 10月25日：《小明四圍捐》
- 2017年：
  - 2月12日：《小明謝飯歌》
  - 2月13日：《小明去南極》
  - 12月7日：《小明搭高鐵》
- 2021年：
  - 2月25日：《小明抗疫歌》
- 2025年：
  - 4月17日：《小明返香港》

## 演出

### 電影
- 2006年：寶貝計劃 飾 李醫生

### 綜藝節目
- 2008年：亮相
- 2009年：Home Sweet Home
- 2009年：掌故王
- 2010年：霎時感動
- 2011年：今日VIP
- 2011年：兄弟幫
- 2011年：正識第一
- 2011年：變身男女Chok Chok Chok
- 2014年：Sunday扮嘢王
- 2016年：兄弟幫
- 2016年：區區開伙

## 所獲獎項
2010年：
- 2010年度新城勁爆兒歌頒獎禮——新城勁爆兒歌《小明上廣州》

2011年：
- 2011年度新城勁爆兒歌頒獎禮——新城勁爆兒歌《小明做特首》

2012年：
- 2012年度新城勁爆兒歌頒獎禮——新城勁爆兒歌《小明落社區》

2013年：
- 2013年度新城勁爆兒歌頒獎禮——新城勁爆兒歌《小明慳水進行曲》

## 資料來源
- 兒歌醫生李家仁 文匯報，2006年7月19日
- 李家仁遊戲人間 （页面存档备份，存于） 大學線，第25期
- 香港醫學會各委員會成員名單（2005至2006）

1. ↑  .   [2018-05-16]. （原始内容存档于2019-08-22）.
2. 1 2  . 華僑日報. 1969-01-25: 14  [2022-03-04]. （原始内容存档于2022-03-04）.
3. ↑  李家仁 小明醫生樂同遊[]星島日報，2011年1月13日
4. ↑  . 華僑日報. 1960-09-21: 15  [2023-09-10].
5. ↑  . 華僑日報. 1968-03-26: 13  [2023-12-31].
6. ↑  . 華僑日報. 1969-03-22: 15  [2023-11-05].
7. ↑  . 華僑日報. 1969-03-11: 15  [2023-11-08].
8. ↑  李家仁醫生Dr. LEE KA YAN, DAVID - 佐敦診所 （页面存档备份，存于） 香港醫生目錄
9. ↑  樂善堂余近卿中學.  (PDF). 樂善堂余近卿中學金禧校慶紀念特刊 (樂善堂余近卿中學). 2019: 5  [2024-02-24]. （原始内容存档 (PDF)于2024-05-28）.
10. ↑  .   [2011-01-14]. （原始内容存档于2020-09-30）.
11. ↑  YouTube網站上《小明坐火車》的片段 （页面存档备份，存于） （片段開端顯示歌名為《小明小明小小明》）

## 相關人士
- 陳以誠，與李家仁、鍾潔嵐同為「兒歌歌手」。
- 鍾潔嵐，與李家仁、陳以誠同為「兒歌歌手」。

## 外部連結
- 李家仁的新浪微博
- 李家仁醫生相片和診所資料
- YouTube網站上《小明坐火車》的片段 （页面存档备份，存于）
- YouTube網站上《小明上廣州》的片段 （页面存档备份，存于）
- YouTube網站上《小明上廣州》（英文版）的片段 （页面存档备份，存于）
- YouTube網站上《小明去东莞》的片段 （页面存档备份，存于）
- YouTube網站上《小明去拜年》的片段 （页面存档备份，存于）
- 香港中文大學新聞與傳播學院實習刊物《Varsity》李家仁英文專訪 （页面存档备份，存于）
- 英文虎報李家仁英文專訪（2011年5月9日） （页面存档备份，存于）
- 李家仁醫生診所資料[永久]